# Шабаєв Ільдар Хайдарович
Ільдар Хайдарович Шабаєв (рос. Ильдар Хайдарович Шабаев; нар. 28 квітня 1985, Куйбишев, РРФСР) — російський футболіст, захисник.

## Життєпис
Вихованець самарського футболу, з 8 років займався у секції заводу «Салют», а потім у школі «Крил Рад». У 2001-2002 роках виступав за дубль «Крил Рад». У 2003 році розпочав професійну кар'єру у складі подольського «Витязя», надалі виступав за «Краснодар-2000» та дубль пітерського «Зеніту».
2006 року став переможцем східної зони другого дивізіону у складі новокузнецького «Металурга». У 2008 році перейшов до «Ростова», з яким здобув перемогу в турнірі першого дивізіону, взяв участь у 16 матчах із 42, проведених командою. Наступного сезону відданий в оренду до свого колишнього клубу — подольського «Витязя». 2010 року грав за «Мордовію».
З 2011 року протягом п'яти сезонів виступав за красноярський «Єнісей», зіграв 154 матчі (1 гол) у першому дивізіоні та 8 матчів у Кубку Росії. У сезоні 2012/13 років разом із командою став чвертьфіналістом Кубку, в 1/4 фіналу «Єнісей» поступився московському ЦСКА.
У сезоні 2016/17 років грав за «Тюмень». Потім перейшов до ульянівської «Волги». У 2018-2020 роках грав у Кримській прем'єр-лізі.

## Особисте життя
Старший брат Наїль (народився 1982 року) — також футболіст, виступав у вищій лізі Казахстану.

## Досягнення
- Перший дивізіон Росії
  -  Чемпіон (1): 2008

- Другий дивізіон Росії, зона «Схід»
  -  Срібний призер (1): 2006